# Jacksonville (Missouri)
Pour les articles homonymes, voir Jacksonville.
Jacksonville est un village du comté de Randolph dans le Missouri, aux États-Unis.